# Kontorka (obwód wołogodzki)
Kontorka (ros. Конторка) – osiedle w Rosji, w rejonie tarnoskim obwodu wołogodzkiego. W 2010 r. liczyło 113 mieszkańców.